# Paromalus simplicistrius
Paromalus simplicistrius är en skalbaggsart som beskrevs av Schmidt 1885. Paromalus simplicistrius ingår i släktet Paromalus och familjen stumpbaggar. Inga underarter finns listade i Catalogue of Life.